# Amyris polyneura
Amyris polyneura är en vinruteväxtart som beskrevs av Ignatz Urban. Amyris polyneura ingår i släktet Amyris och familjen vinruteväxter. Inga underarter finns listade i Catalogue of Life.